# 60
60 (LX, na numeração romana) foi um ano bissexto do século I, do Calendário Juliano, da Era de Cristo, teve início a uma terça-feira e terminou a uma quarta-feira, as suas letras dominicais foram F e E.
| Ano completo                          |
| ------------------------------------- |
| Ano bissexto com início à terça-feira |

## Eventos
- Nero, pela quarta vez, e Cosso Cornélio Lêntulo, cônsules romanos.[1]
- Nero [Nota 1] institui jogos quinquenais, com competições de eloquência e poemas.[2]
- Durante os jogos, aparece um cometa, que era considerado um presságio da troca  do príncipe. A sucessão de Nero passa a ser discutida, sendo o candidato mais falado Rubélio Plauto, filho de Júlia, filha de Druso, da família dos césares. Outros presságios sugeria que Plauto sucederia Nero. Nero escreve a Plauto, sugerindo que ele deveria ir para suas posses na Ásia, e abdicar de todas ambições. Plauto obedece, e, com sua esposa Antístia e seus amigos, se exila na Ásia.[2]
- Nero nomeia Tigranes, bisneto de Arquelau e de Herodes, rei da Armênia. A Armênia havia sido dominada por Corbulo.[2]
- Vibius Secundus, um cavaleiro romano, é acusado de extorsão pelos mouros e é condenado.[3]

## Mortes
- Santo André - apóstolo cristão, irmão de São Pedro.